# Derek Walcott
Derek Alton Walcott (Castries, 23 de enero de 1930-17 de marzo de 2017) fue un poeta, dramaturgo y artista visual santalucense, ganador del Premio Nobel de Literatura en 1992.

## Trayectoria
Su experiencia de crecimiento en una isla volcánica aislada, una excolonia española tuvo una fuerte influencia en la vida de Walcott y su trabajo. Sus abuelas habían sido descendientes de esclavos. Su padre un bohemio pintor de acuarelas, murió cuando Derek y su hermano gemelo Roderick tenían pocos años de vida. Su madre se cambió al pueblo en donde estaba la escuela metodista. Después de estudiar en St. Mary's College en su isla nativa y en la University of the West Indies en Jamaica. Al mismo tiempo continuaba escribiendo poesía y a los 18 años, debutó con 25 Poemas y después publica su segundo poemario, Epitaph for the Young (1949), con el subtítulo de XII Cantos en homenaje a Ezra Pound. Se mudó en 1953 a Trinidad, donde trabajó como crítico de teatro y de arte. En 1959, fundó el Trinidad Theatre Workshop que produjo muchos de sus trabajos iniciales. Como poeta su consagración vino con la colección de poemas, Green Night (1962).
En su formación tuvieron una importancia fundamental los clásicos ingleses como John Milton, John Donne y el resto de metafísicos y los dramaturgos Marlowe y Shakespeare, los norteamericanos Robert Lowell y Elizabeth Bishop, y también T. S. Eliot, W. H. Auden y Dylan Thomas.
Fue contratado como profesor por la Universidad de Boston en los Estados Unidos, donde fundó el Teatro de los dramaturgos de Boston en 1981. Ese año también recibió una beca de la Fundación MacArthur. Walcott enseñó literatura y escritura en la Universidad de Boston durante más de dos décadas, publicando nuevos libros de poesía y obras de teatro regularmente y retirándose en 2007. Se hizo amigo de otros poetas, entre ellos el ruso Joseph Brodsky, que vivió y trabajó en los Estados Unidos, después de ser exiliado en la década de 1970, y el irlandés Seamus Heaney, que también enseñó en Boston. 
Poco a poco se fue convirtiendo en una de las voces fundamentales de la poesía caribeña y su Collected Poems 1948-1984 (1986) fue aclamado por crítica y lectores.
En 1990 se publica el poema épico Omeros que causó un gran impacto, se tradujo a multitud de idiomas y está considerado una de las obras poéticas básicas de la literatura contemporánea. Tras la repercusión de la publicación de Omeros, en 1992 recibió el Premio Nobel de Literatura.
En 2009, Walcott comenzó una estancia de tres años en la Universidad de Alberta como poeta en residencia. También fue profesor de Poesía en la Universidad de Essex entre 2010 y 2013.
Posteriormente a ser ganador del premio Nobel, recibió muchos reconocimientos literarios durante el curso de su carrera, incluido un Obie Award en 1971 por su juego Dream on Monkey Mountain, un MacArthur Foundation "genius" award, un Royal Society of Literature Award, the Queen's Medal for Poetry, the inaugural OCM Bocas Prize for Caribbean Literature, the 2011 T. S. Eliot Prize para su libro de poesías White Egrets and the Griffin Trust For Excellence In Poetry Lifetime Recognition Award en 2015.

## Obra

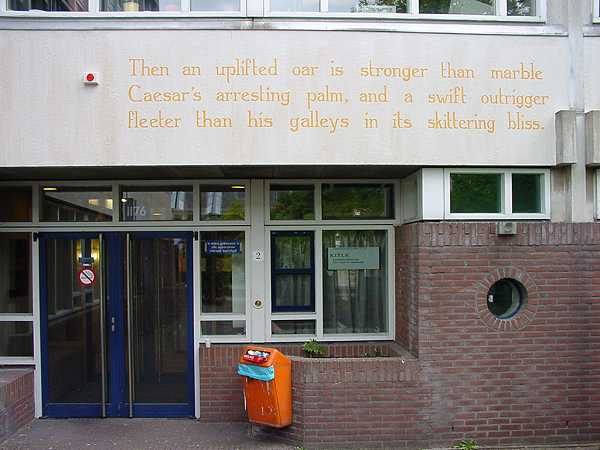
Omeros en Leiden

Su obra se encuentra intensamente relacionada con el simbolismo de los mitos y con su relación con la cultura, sin embargo; la misma fue desarrollada en forma independiente a las escuelas del realismo mágico que emergían por esa misma época en Sudamérica y Europa. Es especialmente conocido por su poema épico  Omeros, (1990) considerado el mejor trabajo de Walcott, una historia alusiva, y reescrita de la historia y tradición homérica, sobre la tradición de un viaje por el mar Caribe y más allá hasta África, Nueva Inglaterra, el Oeste Norteamericano, Canadá, y Londres (con abundantes referencias a las islas griegas).

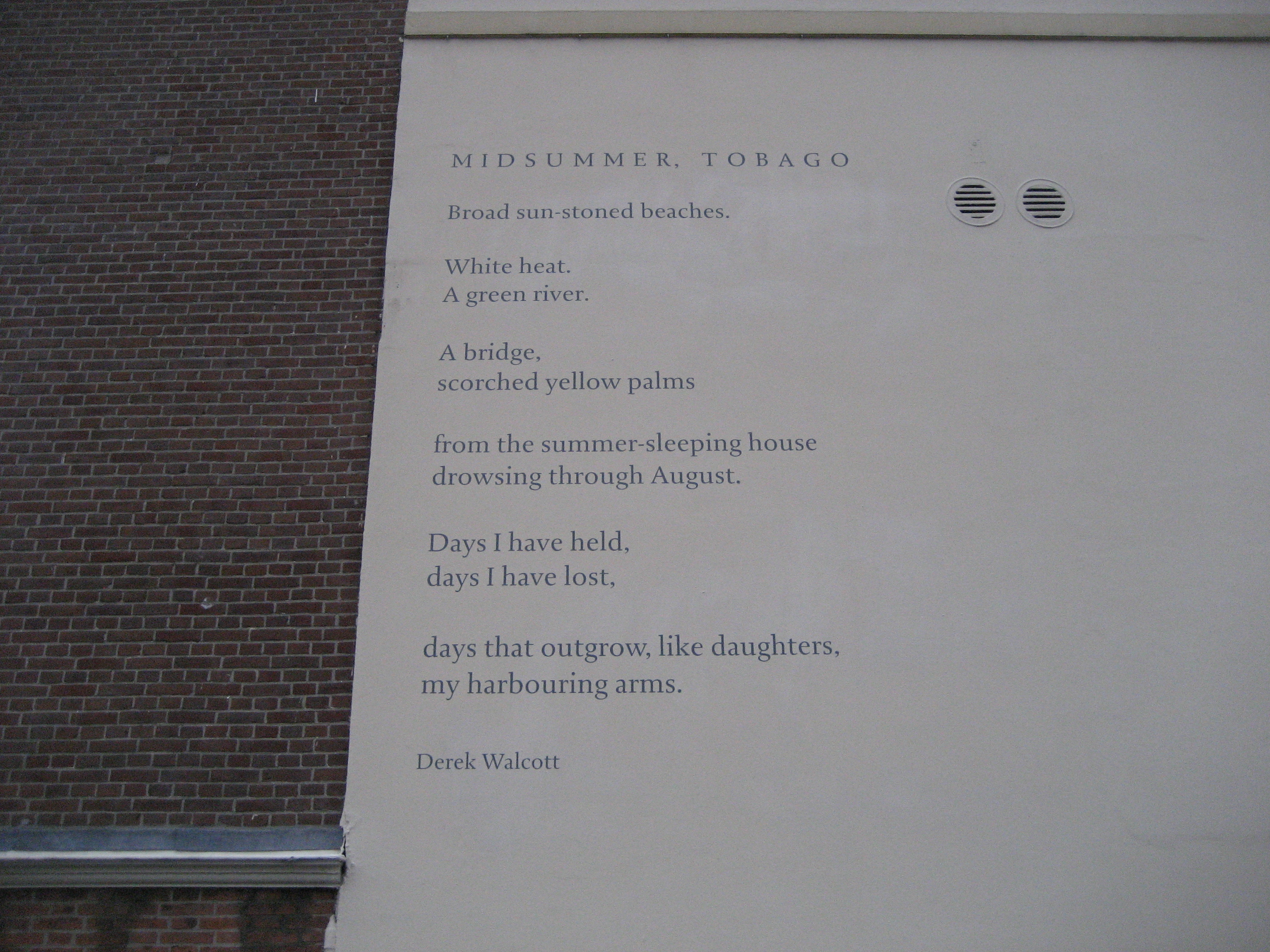
Midsummer, Tobago en La Haya

Walcott ha publicado más de veinte dramas, que en su mayoría han sido montados por la Taller de Teatro de Trinidad, así como en un gran número de otros escenarios. Muchas tratan sobre la liminalidad de las Indias Orientales durante el período poscolonial. Algunos temas recurrentes en sus obras son la epistemología, la ontología, la economía, la política, y lo social.
Su obra presenta una gran riqueza verbal, visual y conceptual que refleja las costumbres, las tensiones y la historia de una región colonizada. En ella son evidentes los aportes amerindios, europeos (en particular ingleses y holandeses) y africanos, los cuales son para el autor la base de la riqueza cultural del Caribe; dentro de este contexto, cabe resaltar la importancia que tienen para el autor el simbolismo de los mitos y su relación con la cultura.
Walcott trabaja con la tradición poética en lengua inglesa, con los clásicos y con los poetas modernos. Sus poesía se caracteriza por la plasticidad de las imágenes y la fuerza moral del discurso. Desde el punto de vista formal hace hincapié en el ritmo y una métrica muy elaborada que consiguen una poesía elegante y de alto nivel intelectual. 
Walcott es autor de una vasta obra que incluye más de quince libros de poesía y alrededor de treinta obras de teatro. Dentro de sus textos destacan Otra vida (1973), El reino del caimito (1979), El testamento de Arkansas (1987) y, en 1990 su principal texto, Omeros, un poema épico basado en la Odisea. 
Sueño en la montaña del mono 1970 es la más famosa de sus obras de teatro.
En 2006 recibió el Premio Grinzane Cavour.

### Omeros
El poema épico de Walcott, Omeros, se publicó en 1990 y fue aclamado por la crítica. El poema refleja muy vagamente y se refiere a Homero y a algunos de los personajes principales de la Ilíada. Algunos de los personajes principales del poema son los pescadores de la isla, Aquiles y Héctor, el oficial jubilado inglés Major Plunkett y su esposa Maud, la criada Helen, el ciego Seven Seas (que representa simbólicamente a Homero) y el propio autor.
Aunque la narrativa principal del poema tiene lugar en la isla de Santa Lucía, donde Walcott nació y se crio, el autor también incluye escenas ambientadas en Brookline (Massachusetts), donde Walcott vivía y enseñaba en el momento de la composición del poema. El personaje de Aquiles imagina un viaje desde África en un barco de esclavos que se dirige hacia las Américas. También, en la parte quinta del poema, Walcott narra algunas de sus experiencias de un recorrido por varias ciudades alrededor del mundo, entre las cuales se cuentan Lisboa, Londres, Dublín, Roma y Toronto.
Compuesta en una variante de la terza rima, la obra explora los temas que recorren la obra de Walcott: la belleza de las islas, la carga colonial, la fragmentación de la identidad caribeña y el papel del poeta en un mundo postcolonial.
Omeros ha sido elogiado críticamente "como el mayor logro de Walcott". El libro recibió elogios de publicaciones como The Washington Post y The New York Times Book Review, que eligió a Omeros como uno de sus "Mejores Libros de 1990".

## Apreciación crítica
El trabajo de Walcott ha recibido elogios de los grandes poetas, como por ejemplo Robert Graves, quien escribió que Walcott "maneja el inglés con una comprensión más profunda de su magia interna que la mayoría, si no todos, de sus contemporáneos", y Joseph Brodsky, quien elogió el trabajo de Walcott, el cual señaló: "durante casi cuarenta años sus líneas palpitantes e implacables llegaron en el idioma inglés como maremotos, coagulando en un archipiélago de poemas".
La mayoría de las críticas del trabajo de Walcott son muy positivas. Por ejemplo, en la revista The New Yorker en el artículo The Poetry of Derek Walcott, Adam Kirsch alabó la obra de Walcott describiendo su estilo de la siguiente manera:
"Combinando la gramática de la visión con la libertad de la metáfora, Walcott produce un estilo hermoso que es también un estilo filosófico. La gente percibe el mundo en canales dobles, el verso de Walcott sugiere, a través de los sentidos y a través de la mente, y cada uno está constantemente filtrado en el otro. El resultado es un estado de pensamiento mágico perpetuo, una especie de mundo de Alicia en el País de las Maravillas en el que los conceptos tienen cuerpos y paisajes siempre capaces de levantarse y comenzar a hablar."
El poeta Andrés Sánchez Robayna dice de su obra: "La radical plasticidad de su visión del mundo pudo ser observada desde su primer libro, 25 Poems, en 1948, y quedó confirmada en 1962 con la edición de su primera gran recopilación poética, In a Green Night (En una noche verde), título procedente de un verso del metafísico inglés Andrew Marvell en el que este habla de las relucientes naranjas de las Bermudas como lámparas doradas en la noche verde del árbol (like golden lamps in a green night). Pocas imágenes más apropiadas para simbolizar una obra poética caracterizada por la abundancia, la variedad, el colorido de la cornucopia."
Martín López-Vega dice de su estilo: "si algo distingue a Walcott es su fraseo, inconteniblemente épico, que transforma cualquier experiencia, por banal que sea, en un arrebato de intensidad que envuelve al lector, atrapado en una poesía que apela a los cinco sentidos como pocos autores han sido capaces antes. A los seis sentidos, habría que decir en realidad, pues a la sensualidad pluriforme de su verso hay que añadir su capacidad para apelar a nuestro sentido de la historia."
Teju Cole dice de su poesía: "Es poesía escrita con mano de pintor, una pincelada paciente tras otra. La aspiración inicial de Walcott fue pintar, habitar el "mundo virginal, nunca pintado" del Caribe y ocuparse de la "tarea de dar nombres a las cosas". Aprendió los rudimentos de la pintura a la acuarela, que se convirtió en el más serio de sus pasatiempos. A lo largo de los años, las cubiertas de sus libros han exhibido sus diestras y delicadas representaciones pictóricas de escenas campestres tropicales. Pero el ejercicio más profundo y significativo fue la poesía. Trasladó a sus poemas la sensibilidad paciente y acumulativa de un pintor realista. Sus composiciones son pilas enormes de embriagadora descripción, siempre alerta a las exigencias de la métrica y la forma, que utilizan con frecuencia la rima consonante o asonante y grandes capas de adjetivos que concretan el bosquejo del sustantivo. Como modelos suele citar a pintores más que a poetas: Pissarro, Veronés, Cézanne, Manet, Gauguin y Millet circulan por las páginas. Y acoge el detalle observado con la misma pasión con que lo haría un pintor flamenco. Como escribió en el poema "Pleno verano", bromeando solo a medias, "La sangre holandesa que hay en mí se dibuja con detalle".

## Principales publicaciones traducidas
- Sueño en la montaña del mono (teatro, 1970).
- El burlador de Sevilla (1974). Trad. de Keith Ellis. Madrid: Vaso Roto, 2014.
- Otra vida (1973). Trad. de Luis Ingelmo. Ed. bilingüe. Barcelona: Galaxia Gutenberg, 2017.
- Uvas de mar negro en la Tierra húmeda seca-transparente (1976)
- El reino del caimito (1979).
- El viajero afortunado (1981). Trad. de Vicente Araguas. Madrid: Huerga y Fierro, 2003. ed. inglés-castellano.
- Verano. Midsummer (1984). Trad. de Vicente Araguas. Madrid: Huerga y Fierro,1999, ed. inglés-castellano.
- El testamento de Arkansas (1987). Trad. de Antonio Resines y Herminia Beviá. Madrid: Visor, 1994.
- Omeros (1990). Trad. de Ferran Estellés. Valencia: Edicions Alfons el Magnànim-IVEI, 1993, ed. inglés-catalán. Trad. de José Luis Rivas: Barcelona: Círculo de Lectores, 1995, y Barcelona: Anagrama, 2002.
- Islas. Trad. de José Carlos Llop. Granada: Comares, 1993. Antología; ed. inglés-español.
- La voz del crepúsculo. Trad. de Catalina Martínez Muñoz. Madrid: Alianza, 2000. Ensayo.
- La abundancia. Trad. de Jenaro Talens. Madrid: Visor, 2001.
- La odisea. Trad. de Jenaro Talens. Madrid: Visor, 2005.
- Poemas escogidos. Trad. de José Luis Rivas. Madrid: Vaso Roto, 2009.
- Poemas. Trad. de José Carlos Llop. Granada: Festival Internacional de Poesía de Granada, 2010.
- Garcetas blancas. Trad. de Luis Ingelmo. Ed. bilingüe inglés-español. Madrid: Bartleby, 2010.[11]
- Pleno verano. Poesía selecta. Trad. de José Luis Rivas. Madrid: Vaso Roto, 2012.
- La luz del mundo. Trad. de Mariano Antolín Rato. Granada: Valparaíso, 2017.

| Predecesora: Nadine Gordimer | Premio Nobel de Literatura 1992 | Sucesora: Toni Morrison |